# 빌리와 용감한 녀석들
빌리와 용감한 녀석들 1 (Konferenz der Tiere)은 2010년 개봉한 독일의 컴퓨터 애니메이션 영화이다. 에리히 케스트너의 소설 《동물 회의》를 바탕으로 하고 있다. 《빌리와 용감한 녀석들 3D 2》, 《빌리와 용감한 녀석들: 치킨 히어로》와는 직접적으로 관련이 없다.

## 캐스팅

### 오리지널 캐스팅 (독일어)
- 랄프 슈미츠 - Erdmännchen Billy
- 토마스 프리취 - Löwe Sokrates
- 바스티안 파스테카 - Elefantenkuh Angie

### 한국어 더빙
- 박성광 - 빌리
- 신보라 - 지젤
- 정태호 - 토토
- 양선일 - 봉고
- 엘사 네리 - 앤지
- 제리 노드슨 - 소크라테스
- 밥 시 - 비기
- 박 토마스 해롤드 - 암소 비슷한 영양
- 크레이그 지로저 - 찰스
- 보리스 존슨 니코 - 치노
- 신 오로라 리사 - 북극곰
- 마지 지 - 마야 스미스